# Anıl Koç
Anıl Koç (Sint-Joost-ten-Node, 29 januari 1995) is een Turks-Belgische voetballer die bij voorkeur als aanvaller speelt.

## Carrière
Koç sloot zich op zesjarige leeftijd aan bij de jeugdopleiding van RSC Anderlecht. De Belgische Turk werd bij paars-wit vooral uitgespeeld als linksbuiten, maar werd ook regelmatig op de rechterflank geposteerd. De aanvallend ingestelde speler maakte in juli 2011 de overstap naar concurrent Standard Luik. Koç tekende er een contract voor drie jaar.
Koç maakte op 25 januari 2013 zijn officiële debuut voor Standard. In een thuisduel tegen KV Kortrijk mocht hij na 80 minuten invallen voor Reza Ghoochannejhad. Op 12 mei 2013 kreeg hij in een play-offwedstrijd tegen Club Brugge een eerste basisplaats. Hij werd bij een 2-3-achterstand gewisseld voor Yuji Ono. 

## Statistieken
| Seizoen | Club                | Competitie     | Competitie | Competitie | Beker | Beker | Supercup | Supercup | Europees | Europees | Totaal | Totaal |
| Seizoen | Club                | Competitie     | Wed.       | Dlp.       | Wed.  | Dlp.  | Wed.     | Dlp.     | Wed.     | Dlp.     | Wed.   | Dlp.   |
| ------- | ------------------- | -------------- | ---------- | ---------- | ----- | ----- | -------- | -------- | -------- | -------- | ------ | ------ |
| 2012/13 | Standard Luik       | Eerste klasse  | 5          | 0          | 0     | 0     | —        | —        | —        | —        | 5      | 0      |
| 2013/14 | Standard Luik       | Eerste klasse  | 0          | 0          | 0     | 0     | —        | —        | 0        | 0        | 0      | 0      |
| 2013/14 | → Charlton Athletic | Championship   | 0          | 0          | 0     | 0     | —        | —        | —        | —        | 0      | 0      |
| 2014/15 | → Sint-Truidense VV | Eerste klasse  | 4          | 0          | 1     | 0     | —        | —        | —        | —        | 5      | 0      |
| 2015/16 | FC Eindhoven        | Eerste divisie | 29         | 6          | 1     | 0     | —        | —        | —        | —        | 30     | 6      |
| 2016/17 | Antalyaspor         | Süper Lig      | 0          | 0          | 1     | 0     | —        | —        | —        | —        | 1      | 0      |
| 2017/18 | Atlantas Klaipeda   | A Lyga         | 8          | 1          | 0     | 0     | —        | —        | —        | —        | 8      | 1      |
| TOTAAL  | TOTAAL              | TOTAAL         | 46         | 7          | 3     | 0     | 0        | 0        | 0        | 0        | 49     | 7      |

Laatst bijgewerkt op 24 juli 2016.

## Nationale selecties
Koç kwam uit voor België -15, België -16, Turkije -17 en Turkije -19.